# Albicostella
Albicostella  (лат.) — род цикадок из подсемейства Deltocephalinae трибы Athysanini

## Описание
Цикадки размером 5-6 мм. Темя поперечное. Стройные и умеренно стройные, с тупоугольно-закругленно выступающей вперёд головой, переход лица в темя закруглённый. В СССР 2 вида.

## Классификация
Род включает шесть видов
- Albicostella albicosta Matsumura, 1914
- Albicostella ishiharai Vilbaste, 1967
- Albicostella deminuata Anufriev, 1970
- Albicostella kiushuensis  Vilbaste, 1967
- Albicostella marginatus  (Emeljanov, 1962)
- Albicostella splendida  Kwon & Lee, 1979

## Распространение
Представители рода встречаются Дальнем Востоке (Хабаровский и Приморский край, Амурская область, Курильские острова), Корее, Японии, Монголии.